# Jardinea
Jardinea es un género de plantas herbáceas de la familia de las poáceas. Es originario de África tropical.
Algunos editores lo incluyen en el género Phacelurus.

## Especies
- Jardinea congoensis Franch. ex Hack.
- Jardinea gabonensis Steud.
- Jardinea kibambeleensis Vanderyst